# Антони Ревејер
Антони Ги Мари Ревејер (фр. Anthony Guy Marie Réveillère; 10. новембар 1979) бивши је француски фудбалер који је играо на позицији десног бека.

## Успеси

### Клупски
Лион
- Прва лига Француске: 2003/04, 2004/05, 2005/06, 2006/07, 2007/08.
- Куп Француске: 2007/08, 2011/12.
- Суперкуп Француске: 2003, 2004, 2005, 2006, 2007.
- Лига куп Француске: финалиста 2011/12.

Наполи
- Куп Италије: 2013/14.

### Индивидуални
- Тим сезоне Прве лиге Француске: 2010/11.